# Polniczka (ptak)
Polniczka (Volatinia jacarina) – gatunek małego ptaka z podrodziny żałobników (Tachyphoninae) w rodzinie tanagrowatych (Thraupidae), zamieszkujący Amerykę Południową i Środkową oraz Meksyk. Nie jest zagrożony wyginięciem.

## Taksonomia
Gatunek zgodnie z zasadami nazewnictwa binominalnego opisał w 1766 roku Karol Linneusz, nadając mu nazwę Tanagra jacarina. Holotyp pochodził z północno-wschodniej Brazylii. Obecnie gatunek umieszczany jest w rodzaju Volatinia, którego jest jedynym przedstawicielem. Wyróżnia się 3 podgatunki: V. j. splendens, V. j. jacarina i V. j. peruviensis.

## Występowanie
Ptak ten występuje na terenach od zachodniego i wschodniego Meksyku przez Amerykę Środkową i większość terenów Ameryki Południowej po północne Chile i północną Argentynę. Jest ptakiem osiadłym. Poszczególne gatunki zamieszkują:
- V. j. splendens (Vieillot, 1817) – Meksyk do Kolumbii i dalej na wschód przez Wenezuelę, region Gujana po Amazonię, także Trynidad, Tobago i Grenada,
- V. j. jacarina (Linnaeus, 1766) – południowo-wschodnie Peru do wschodniej Brazylii oraz na południe do północnej Argentyny,
- V. j. peruviensis (Peale, 1849) – zachodni Ekwador, zachodnie Peru oraz północno-zachodnie Chile.

## Morfologia
Jest to ptak małej wielkości, osiąga maksymalnie 10 cm. Ma stożkowaty i smukły dziób. Samiec ma granatowo-czarne upierzenie, które pod kątem światła mocno opalizuje. Podczas pierzenia spód ciała jest żółtobrązowy z plamkowaniem i łuskowaniem. Samice brązowe z białym spodem ciała, na którym występują brązowe prążki i smugi. Młode ptaki podobne do samic, mają płowe paski na skrzydłach. Młode samce uzyskują upierzenie ostateczne w wieku 2 lat.

## Ekologia i zachowanie
Zamieszkuje tereny trawiaste, takie jak sawanny, łąki, pola uprawne, ogrody, a także miasta, gdzie przywiązała się do człowieka. Poza okresem lęgowym prowadzi stadny tryb życia, łącząc się w liczące nawet kilkaset osobników stada, często wśród innych tanagrowatych.
Jest gatunkiem wszystkożernym, odżywia się głównie nasionami i bezkręgowcami. Podczas orki często zjadają pozostawione nasiona.
W okresie godowym samiec zajmuje stanowisko na drzewie lub na łodydze i zaczyna wydawać brzęczące odgłosy, skacząc. Po godach para buduje gniazdo w gąszczu traw w kształcie czarki z materiału roślinnego. Samica składa od 2 do 3 jasnoniebieskich jaj z rdzawym plamkowaniem.

## Status
Międzynarodowa Unia Ochrony Przyrody (IUCN) uznaje polniczkę za gatunek najmniejszej troski (LC – Least Concern) nieprzerwanie od 1988 roku. W 2019 roku organizacja Partners in Flight szacowała, że liczebność światowej populacji przekracza 50 milionów dorosłych osobników, zaś jej trend oceniła jako wzrostowy.